# 테오발트 폰 베트만홀베크

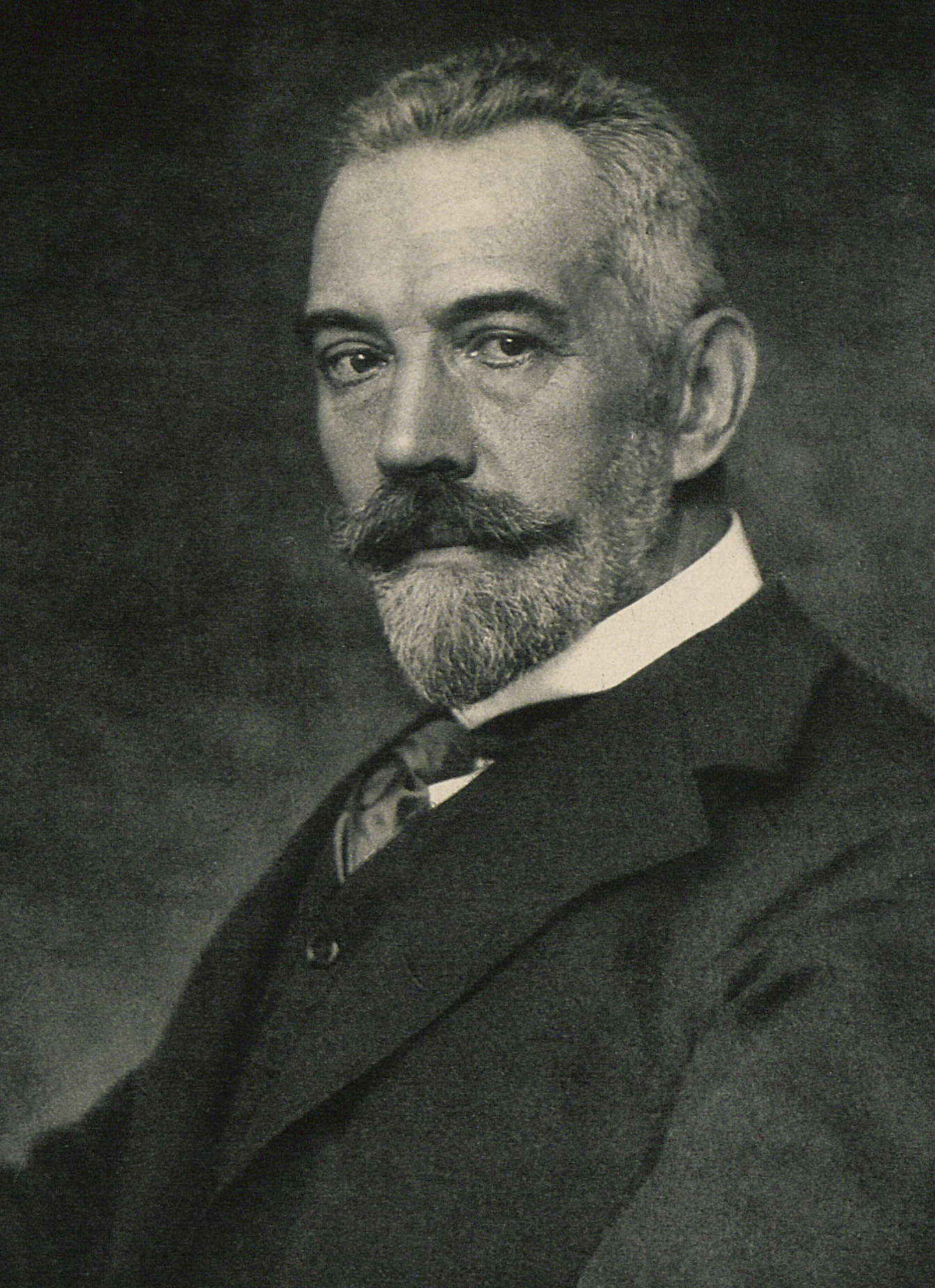

테오발트 폰 베트만홀베크(Theobald von Bethmann Hollweg, 본명: Theobald Theodor Friedrich Alfred von Bethmann Hollweg, 1856년 11월 29일 ~ 1921년 1월 1일)는 1909년부터 1917년까지 독일 제국의 총리를 역임한 독일의 정치인이다. 1914년 7월 베트만의 주된 걱정은 러시아의 국력의 꾸준한 성장이었으며 영국과 프랑스군을 합한 것과 가까운 성장세였다. 이 상황에 그는 프랑스가 러시아를 지지하지 않을 것으로 보았다. 베트만은 벨기에에 서둘러 돌진함으로써 독일은 전쟁에 영국을 끌어들이게 했다. 베트만은 프랑스와 영국이 충돌에서 벗어나도록 하는데 실패했고 제1차 세계 대전의 발발을 가져왔다.

## 같이 보기
- 제1차 세계 대전의 원인
- 제1차 세계 대전 당시 독일의 역사